# Zimbra
Zimbra Collaboration Suite (ZCS) is een groupware-product dat ontwikkeld is door Zimbra, een onderdeel van VMware, die het overgenomen heeft van Yahoo!. Er zijn twee versies van Zimbra beschikbaar: een opensourceversie en een commerciële versie (die niet open source is). ZCS is een samenwerkingsomgeving die e-mail en groepkalenders ondersteunt met behulp van een Ajax-webinterface.
ZCS is compatibel met verschillende clients zoals Microsoft Outlook en Apple Mail. Mailcontacten en kalenderitems kunnen gesynchroniseerd worden van en naar de ZCS-server. Daarnaast biedt Zimbra ook de mogelijkheid om met mobiele telefoons en dergelijke te synchroniseren. Nieuw in versie 8 is de ondersteuning van Unified Communications, waardoor VoIP geïntegreerd raakt binnen Zimbra.
Om de integratie met andere producten mogelijk te maken is het mogelijk om voor Zimbra zogenaamde Zimlets te maken. Voorbeelden hiervan zijn onder meer de Zimlets van O3spaces, Dimdim en Salesforce.com.